# Acid sialic

Structura acidului neuraminic

Acizii sialici alcătuiesc o clasă de alfa-cetoacizi derivați de glucide, având o catenă formată din nouă atomi de carbon (fiind un tip de nonoze). Majoritatea sunt derivați N- sau O-substituiți ai acidului neuraminic. Cel mai comun reprezentant din această clasă este acidul N-acetilneuraminic, regăsit în țesuturile animale și în unele procariote.

## Răspândire și rol
Acizii sialici sunt răspândiți în țesuturile animale, dar mai puțin și la alte organisme, precum micro-alge, bacterii și arhee.
Acizii sialici sunt componente ale glicoproteinelor, glicolipidelor și gangliozidelor, aflându-se la capătul catenelor glucidelor și la suprafața celulelor sau proteinelor solubile. Totuși, anumiți derivați au fost regăsiți și în alte organisme, precum în embrionul de Drosophila și la alte insecte. În general, speciile de plante nu conțin acizi sialici.